# Heniocha dyops
Heniocha dyops är en fjärilsart som beskrevs av J. Peter Maassen och Gustav Weymer 1872. Heniocha dyops ingår i släktet Heniocha och familjen påfågelsspinnare. Inga underarter finns listade i Catalogue of Life.